# 武田一郎

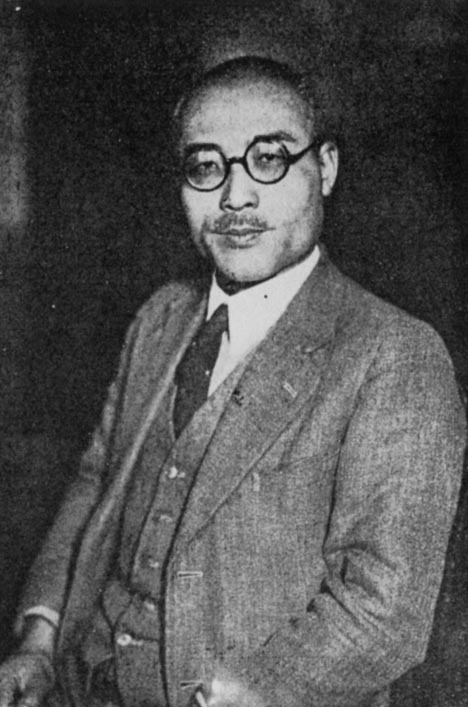
武田一郎

武田 一郎（たけだ いちろう、1899年9月21日 - 1973年12月23日）は、日本の教育学者、教育行政家。

## 来歴
北海道出身。東京文理科大学卒。奈良女子高等師範学校教授、戦後は文部省視学官となり教育行政に携わる。のちお茶の水女子大学附属小学校長、1964年定年退官、お茶の水女子大学名誉教授、北海道学芸大学学長、十文字学園女子短期大学学長。

## 著書
- 『学校学級経営の基本問題』牧書店 1949
- 『アメリカの小・中学校はこうやつている 学校・家庭・社会』フェニックス書院 1950
- 『指導主事の職能 教育的助言指導』学芸図書 1952

### 共著・編
- 『小学校特別教育活動の実際 教科外活動』編 明治図書出版 1951
- 『学校行事の新しいあり方』重松鷹泰共編 東洋館出版社 初等教育新書 1953
- 『教師の教育活動と管理活動』海後勝雄共編 東洋館出版社 初等教育新書 1954
- 『教員必携』柴沼直共編 学陽書房 1954
- 『安全教育 学校は児童の安全をどのように守るか』編 東洋館出版社 1956
- 『改訂指導要録の記入法』岩下富蔵共著 明治図書出版 1956
- 『改訂小学校の家庭科 新指導要領具体化のために』共著 明治図書出版 1956
- 『教育技術講座』全6巻 共編 明治図書出版 1957
- 『教科学習と道徳教育』編 金沢書店 1957
- 『現代教育評価法 その理論と技術』辰見敏夫共編 明治図書出版 1958
- 『小学校教科学習と道徳教育』編 半沢書房 1958
- 『明治図書講座教科経営』宮田丈夫共編 明治図書出版 1958
- 『家庭百科大事典 第4 育児・教育』共著 暁教育図書 1966
- 『家庭教育講座 第5 子どもの健康・安全のしつけ方』共編 暁教育図書 1967

## 参考
- デジタル版日本人名大事典

| 公職                                                           | 公職 | 公職                         |
| -------------------------------------------------------------- | --- | ---------------------------- |
| 先代 お茶の水女子大学東京女子高等師範学校附属小学校主事 堀七蔵 | お茶の水女子大学文教育学部附属小学校長 1952年 - 1957年                                                                                            | 次代 校長事務取扱 波多野完治 |
| 先代 木下竹次                                                  | 奈良女子高等師範学校附属小学校主事 1947年 奈良女子高等師範学校附属国民学校主事 1941年 - 1947年 奈良女子高等師範学校附属小学校主事 1940年 - 1941年 | 次代 重松鷹泰                |
| 学職                                                           | |                              |
| 先代 （新設）                                                  | 十文字学園女子短期大学長 1966年 - 1973年 | 次代 坂元彦太郎              |